# Sân bay quốc tế Phnôm Pênh
Sân bay quốc tế Phnôm Pênh Hay Sân bay quốc tế Pochentong (airport codes|PNH|VDPP) là sân bay chính của Campuchia, tọa lạc tại thủ đô Phnôm Pênh. Sân bay này cách trung tâm thành phố này 7 km về phía tây. Đây là sân bay lớn nhất Campuchia. Ngày 16 tháng 7 năm 1996, chính phủ Campuchia đã ký một thoả thuận cho phép một công ty liên doanh Pháp (70%)-Mã Lai (30%) (Société Concessionaire d’Aéroport (SCA)) quản lý vận hành sân bay này 20 năm, đổi lại liên doanh này sẽ đầu tư 110 triệu đô la Mỹ để nâng cấp sân bay: xây một đường băng mới, nhà ga hành khách mới, nhà ga hàng hoá, hangar, hệ thống hạ cách điều khiển Cat III.

## Các hãng hàng không và tuyến điểm

### Hành khách
| Hãng hàng không           | Các điểm đến |
| ------------------------- | --- |
| AirAsia                   | Kuala Lumpur–International |
| Air China                 | Bắc Kinh-Thủ đô, |
| All Nippon Airways        | Tokyo–Narita, |
| Asiana Airlines           | Seoul–Incheon |
| Bangkok Airways           | Bangkok–Suvarnabhumi |
| Bassaka Air               | Macau, Siem Reap Theo mùa: Trường Sa |
| Cambodia Airways          | Bangkok–Suvarnabhumi, Macau, Siem Reap, Sihanoukville, Đài Trung, |
| Cambodia Angkor Air       | Quảng Châu, Hà Nội, Tp. Hồ Chí Minh, Siem Reap, Sihanoukville, |
| Cambodia Bayon Airlines   | Siem Reap |
| Cathay Dragon             | Hong Kong |
| China Airlines            | Đài Bắc-Đào Viên |
| China Eastern Airlines    | Côn Minh, Nam Ninh, Thượng Hải–Phố Đông |
| China Express Airlines    | Trạm Giang, |
| China Southern Airlines   | Bắc Kinh-Thủ đô, Quảng Châu, Shenzhen, |
| Citilink                  | Jakarta-Soekarno-Hatta, |
| Emirates                  | Bangkok–Suvarnabhumi, Dubai-International |
| EVA Air                   | Đài Bắc-Đào Viên |
| Hainan Airlines           | Thuê chuyến theo mùa: Tam Á |
| JC International Airlines | Bangkok–Suvarnabhumi, Bao Đầu, Thành Đô, Sân bay quốc tế Giang Bắc Trùng Khánh, Phúc Châu từ ngày 18 tháng 8 năm 2019), Quý Dương, Hợp Phì, Macau, Mandalay, Sanya, Siem Reap, Sihanoukville, Đài Bắc-Đào Viên, Yangon từ ngày ngày 15 tháng 8 năm 2019), |
| Jetstar Asia Airways      | Singapore |
| Korean Air                | Seoul–Incheon |
| Lanmei Airlines           | Bangkok–Suvarnabhumi, Quảng Châu, Hong Kong, Siem Reap, Sihanoukville |
| Lao Airlines              | Luang Prabang (bắt đầu lại từ 1 tháng 10 năm 2019), Vientiane (bắt đầu lại từ 1/10/2019), |
| Malaysia Airlines         | Kuala Lumpur–International |
| Malindo Air               | Kuala Lumpur–International, |
| Philippine Airlines       | Manila, |
| Qatar Airways             | Doha, Tp. Hồ Chí Minh |
| Shandong Airlines         | Trùng Khánh, Tế Nam |
| Shenzhen Airlines         | Quảng Châu, Shenzhen, |
| SilkAir                   | Singapore |
| Sky Angkor Airlines       | Thuê chuyến: Siem Reap, Tuân Nghĩa |
| Spring Airlines           | Quảng Châu, Yết Dương, Thượng Hải–Phố Đông, Shenzhen, |
| Thai AirAsia              | Bangkok–Don Mueang, Phuket, |
| Thai Airways              | Bangkok–Suvarnabhumi, |
| Thai Smile                | Bangkok–Suvarnabhumi |
| Vietnam Airlines          | Tp. Hồ Chí Minh, Hà Nội, Vientiane |
| XiamenAir                 | Hạ Môn, |

### Hàng hóa
| Hãng hàng không        | Các điểm đến                       |
| ---------------------- | ---------------------------------- |
| AirBridgeCargo         | Moscow–Sheremetyevo, Singapore     |
| Cathay Pacific Cargo   | Hong Kong, Penang, Singapore       |
| Emirates SkyCargo      | Dubai–Al Maktoum                   |
| K-Mile Air             | Bangkok–Suvarnabhumi               |
| Qatar Airways          | Doha                               |
| Raya Airways           | Kuala Lumpur–Subang, Kota Kinabalu |
| SF Airlines            | Shenzhen                           |
| Turkish Airlines Cargo | Istanbul–Atatürk, Hyderabad        |

## Thống kê
| Năm  | Tổng lượng khách | Tổng số chuyến bay |
| ---- | ---------------- | ------------------ |
| 1998 | 595.432          | 6.244              |
| 1999 | 738.115          | 7.239              |
| 2000 | 860.614          | 8.625              |
| 2001 | 917.367          | 17.364             |
| 2002 | 948.614          | 18.082             |
| 2003 | 867.190          | 16.346             |
| 2004 | 1.022.203        | 17.543             |
| 2005 | 1.081.745        | 17.033             |
| 2006 | 1,322,267        | 19,042             |
| 2007 | 1,598,424        | 20,881             |

- [33]

## Nhà ga quốc tế
- Tổng công suất: 2 triệu khách/năm 
  - Diện tích sàn: 16.000 m²
  - Sảnh đợi: 1300 m²
  - Sảnh VIP: 250 m²
  - Khu ăn uống: 350 m²
  - Khu miễn thuế (Duty Free): 700 m²
- Số chỗ ngồi đợi: 360
- Số quầy check-in: 22
- Quầy nhập cảnh, visa, hải quan: 30
- Số cổng lên máy bay: 4 có cửa lồng, 2 với xe bus
- Bằng chuyền hành lý: 2 (Quốc tế)
- Khu đậu xe: 380

## Ga đi nội địa
Sảnh đi 
- Công suất sảnh đi nội địa: 300 khách/giờ.
- Diện tích sàn: 1.200 m².
- Cổng vào máy bay: 3

Sảnh đến:
- Diện tích sàn: 2.470 m².
- Vường: 900 m².
- Tổng công suất: 400.000 khách/năm

## Sân bay
- Đường băng: 3000 m x 45 m
- Hướng: 46 º - 226º (QFU 05 - 23)
- Kết cầu mặt: lớp nhựa bitum trên bề mặt bê tông
- Dường lăn: (30 m rộng cộng thêm 5 m lề): 2 đường
- Công suất giờ cao điểm: chuyến (taxiways)
- Số lượng máy bay bãi đỗ có thể chứa: 13 (4 tiếp xúc) 
  - Khu bê tông......: 46.150 m²., 6 chiếc
  - Khu Asphalt.........: 18.000 m²., 5 chiếc